# NGC 1894
NGC 1894 is een open sterrenhoop in het sterrenbeeld Goudvis. Het hemelobject werd op 24 november 1834 ontdekt door de Britse astronoom John Herschel.

## Synoniemen
- ESO 56-SC89